# プログレスM-52
プログレスM-52はロシア連邦宇宙局が国際宇宙ステーション(ISS)の補給のために打ち上げたプログレス補給船。NASAではProgress 17や17Pなどとも称する。プログレス-M
 (11F615A55)型で、シリアル番号は352であった。

## 運用
プログレスM-52は2005年2月28日19時9分18秒(GMT)にバイコヌール宇宙基地1/5発射台からソユーズ-Uで打ち上げられた。2日後の3月2日20時10分8秒(GMT)にISSのズヴェズダモジュールAftポートにドッキングした。
M-52は3ヵ月半の間ドッキングを続け、プログレスM-53の到着に備えて、2005年6月15日20時16分10秒(GMT)にドッキングを解除した。2005年6月15日23時16分0秒(GMT)に軌道を離脱し、太平洋上の大気圏で燃焼、燃え残りは6月16日の0時2分41秒(GMT)ごろ海上に落下した。

## 搭載貨物
プログレスM-52はISSの長期滞在のクルーのための食料、水、酸素のほか、化学実験用の装置類も積んでいた。積荷として超小型衛星TNS-0も詰まれており、これはISS到着後に活性化され、3月28日8時30分(GMT)に第10次長期滞在でISSに滞在していたサリザン・シャリポフが船外活動で放出した。

## 註
1. 1 2  McDowell, Jonathan. “Launch Log”.   Jonathan's Space Page. 2009年6月6日閲覧。
2. 1 2 3 4  Anikeev, Alexander. “Cargo spacecraft "Progress M-52"”.   Manned Astronautics - Figures & Facts. 2007年10月10日時点のオリジナルよりアーカイブ。2009年6月6日閲覧。
3. ↑  Wade, Mark. “Progress M”.   Encyclopedia Astronautica. 2016年7月11日閲覧。
4. ↑  Zak, Anatoly. “Progress cargo ship”.   RussianSpaceWeb. 2009年6月6日閲覧。
5. ↑  McDowell, Jonathan. “Satellite Catalog”.   Jonathan's Space Page. 2009年6月6日閲覧。